# Tasha's World
Tasha's World is de artiestennaam van de Rotterdamse zangeres Natascha Slagtand (Rotterdam, 1974).
Slagtand groeide op in een muzikale familie met een Surinaamse achtergrond. Haar vader was basgitarist en thuis wordt vaak jazz- en soulmuziek gedraaid van onder andere Billie Holiday, Curtis Mayfield en  Marvin Gaye, maar ze kon daar toen maar weinig waardering voor opbrengen. Die had ze wel voor popmuziek, onder andere van de Bee Gees en The Doobie Brothers. Irene Cara met de single Fame is in 1980 de aanleiding voor haar wens om te gaan zingen en dansen. Vanaf jonge leeftijd kreeg ze zangles en op haar veertiende begint ze in bandjes te zingen. Ze trad op met jazzcombo's, rhythm-and-bluesgroepjes en hiphopformaties.
In 1999 begon ze te werken met John Keys, toetsenist en producer. Ze nam met hem vier nummers op en zingt ondertussen ook op opnamen van verschillende andere artiesten. Met Flip da Scrip gaat ze op tournee door Europa.
In 2001 ging ze zich Tasha's World noemen. Desgevraagd legde ze uit dat deze naam verklaard kan worden doordat haar muziek gaat over de dingen die haar bezighouden, haar eigen wereld. Haar teksten gaan vaak over liefde en daarmee gerelateerde onderwerpen als verlangen en wraak. Ze formeerde zelf een band die onder die naam gaat optreden als ze gevraagd wordt op tournee te gaan met Rough Endsz. In dat jaar werd ze ontdekt in Japan en wordt door het label Avex in de gelegenheid gesteld een single op te nemen. In 2002 werd op dit Japanse label haar debuutalbum Tasha's World uitgebracht. Als ze in 2003 gecontracteerd wordt door het Britse label Dome wordt dit tevens het debuut op cd in Europa. Behalve nummers van de Japanse cd staan hier ook nieuwe nummers op.
Met haar band trad ze op over de hele wereld, maar in Nederland blijft ze relatief onbekend, ondanks optredens in Paradiso en op festivals als Noorderslag, Lowlands en het North Sea Jazz Festival. Haar invloeden zijn onder andere Angie Stone en Jill Scott. Ze wordt wel de Nederlandse Erykah Badu genoemd, maar is daar niet erg van gecharmeerd. Ze kreeg diverse onderscheidingen waaronder de Zilveren Harp en de Essent Award. De muziek is het best te omschrijven als een combinatie van hiphop, neo soul en jazz.
In 2005 werd haar tweede cd World Domination uitgebracht op het label PIAS. "Glowing (Growing)" en "Jah Bless" worden op single uitgebracht. Het zijn geen grote hits, maar komen geregeld langs op de Nederlandse muziekzenders.
Op dit moment (2007) werkt Tascha aan haar derde cd, een live-album, in samenwerking met onder andere Sly & Robbie.

## Bezetting Tasha's World
- Natascha Slagtand - zang
- Dimitri Houtzager - draaitafels
- Gloria Weidum - achtergrondzang
- Louk Boudesteijn - trombone
- Lovro Ravbar - saxofoon
- Niza Udenhout - achtergrondzang
- Peter Gheysen - basgitaar
- Raquel Brown - achtergrondzang
- Rob Van De Wouw - trompet
- Shirma Rouse - achtergrondzang
- Yuri Kufner - percussie

## Discografie
- Tasha's World / So...Ho, cd-single, 2002
- Tasha's World, cd, 2002
- Find A Way (met Spanner), cd-single, 2004
- Glowing (Growing), cd-single, 2005
- World Domination, cd, 2005
- BLCK GLD, cd, 2013